# Paris FC
Paris Football Club, ofta förkortat Paris FC eller PFC, är en fransk professionell fotbollsklubb i Paris. Klubben spelar i Ligue 1 Frankrikes högsta fotbollsliga. Klubben grundades 1969 och spelar sina hemmamatcher på Stade Charléty.
Paris FC grundades 1969 och slogs samman med Stade Saint-Germain för att bilda Paris Saint-Germain 1970. Paris FC existerar som ett resultat av att klubben splittrades från Paris Saint-Germain 1972.
Klubben har fostrat flera ungdomsspelare som har fortsatt med framgångsrika professionella karriärer. Anmärkningsvärda spelare som började sina karriärer hos Paris FC är: Jean-Christophe Thouvenel, Mamadou Sakho, Tijani Belaid, Aymen Belaïd och Gabriel Obertan. Sakho och bröderna Belaïd har sedan dess flera landskamper för sina respektive landslag, medan Thouvenel vann en guldmedalj vid olympiska sommarspelen 1984. Tränaren Roger Lemerre började sin tränarkarriär med klubben innan han ledde Frankrike till titlar vid EM 2000 och Fifa Confederations Cup 2001.

## Historia

### 1969–1972: En svängig början och grunden till PSG
Paris Football Club grundades den 1 augusti 1969 för att ge det ett seriöst försök att återuppliva professionell fotboll i Paris, som vid den här tidpunkten hade legat på is. I sitt försök att nå första divisionen så snart som möjligt letade Paris FC efter en lämplig klubb att slå sig samman med. De kontaktade CS Sedan Ardennes för att slå sig samman, men de vägrade. Eftersom ingen annan lämplig klubb hittades i första divisionen, gick Paris FC att leta en nivå lägre. Snabbt hittade de andralaget Stade Saint-Germain, en klubb som var intresserad av en sammanslagning. De två klubbarna matchade varandra och slogs så småningom samman. En ny klubb föddes: Paris Saint-Germain. 
Klubben tilläts starta i andra divisionen (i dag Ligue 2) under sin första säsong och vann serien, vilket betydde uppflyttning till Division 1 (i dag Ligue 1). Säsongen 1971/72 kom klubben på 16:e plats i högsta serien och året därpå splittrades klubben, vilket medförde att Paris FC behöll platsen i högsta serien och alla spelare medan PSG fick amatörstatus och flyttades ned till tredjedivisionen Championnat National.
Dessa förhållanden gjorde att PSG i princip började om från noll igen, men de hanterade det väldigt bra. Genom att bli uppflyttade två gånger på två säsonger klättrade de extremt snabbt i seriesystemet. Paris FC var dock inte lika lyckligt lottade, de degraderades året PSG flyttades upp till första divisionen 1974. Det dramatiska resultatet av denna djärva förändring i parisisk fotboll var att Paris Saint-Germain flyttade in i sin nya hemmaarena Parc des Princes.
Medan PSG mer eller mindre dominerade fransk fotboll, tvingades Paris FC slå sig samman igen på grund av finansiell instabilitet. I mitten av 1980-talet tillbringade klubben till och med fem säsonger i den femte divisionen, innan den återvände till den fjärde nivån 1988. Klubben blev dock uppflyttade till tredje divisionen säsongen därpå, där den stannade i tolv år.

### 2015–nutid
Efter att ha rört sig upp och ned några flera gånger i seriesystemet kom Paris FC tillbaka till Ligue 2 2015. De blev dock snabbt nedflyttade igen. De tog sig till uppflyttningsslutspelet året därpå, men förlorade mot US Orleans i finalen. Oddsen var dock på Paris sida denna gång, i och med att SC Bastia blev tvångsnedflyttade fick klubben deras plats i andra divisionen.

## Spelare

### Spelartrupp
| 1  | Frankrike | Vincent Demarconny | 5 april 1983 |
| 30 | Frankrike | Anthony Maisonnial | 23 mars 1998 |

| 2  | Tunisien        | Ali Abdi                        | 20 december 1993  |
| 5  | Frankrike       | Jean Hugonet                    | 24 november 1999  |
| 15 | Elfenbenskusten | Axel Bamba                      | 6 juli 1999       |
| 17 | Elfenbenskusten | Samuel Yohou                    | 6 augusti 1991    |
| 19 | Guinea          | Ousmane Kante                   | 21 september 1989 |
| 22 | Ghana           | Ernest Boahene                  | 6 mars 2000       |
| 23 | Brasilien       | Felipe Saad                     | 11 september 1983 |
| 25 | Frankrike       | Thomas Garcia                   | 25 oktober 1994   |
| 32 | Burkina Faso    | Yacouba Coulibaly               | 2 september 1994  |
| 38 | Frankrike       | Ibrahim Cisse (Lån från Angers) | 2 maj 1996        |

| 6  | Frankrike    | Sami Matoug                         | 12 oktober 1999   |
| 10 | Burkina Faso | Jonathan Pitroipa                   | 12 april 1986     |
| 11 | Frankrike    | Florian Martin                      | 19 mars 1990      |
| 12 | Madagaskar   | Lalaina Nomenjanahary               | 16 januari 1986   |
| 13 | Ghana        | Rabiu Mohammed                      | 31 december 1989  |
| 14 | Martinique   | Cyril Mandouki                      | 21 augusti 1991   |
| 18 | Frankrike    | Marco Essimi                        | 18 februari 1999  |
| 20 | Frankrike    | Julien Lopez                        | 1 mars 1992       |
| 26 | Guinea       | Mara Mohamed (Lån från Lorient)     | 12 december 1996  |
| 27 | Frankrike    | Kikonda Mario-Jason                 | 20 april 1996     |
| 28 | Frankrike    | Vincent Koziello (Lån från FC Köln) | 28 september 1995 |

| 7  | Frankrike       | Jérémy Ménez                    | 7 maj 1987       |
| 9  | Frankrike       | Romain Armand                   | 27 februari 1987 |
| 24 | Elfenbenskusten | Cheick Timitė (Lån från Amiens) | 20 oktober 1997  |
| 29 | Senegal         | Adama Sarr                      | 15 mars 1991     |
| 36 | Frankrike       | Lamine Diaby Fadiga             | 19 januari 2001  |

### Utlånade spelare
| Nr | Land       | Pos | Namn                                    |
| -- | ---------- | --- | --------------------------------------- |
| —  | Guadeloupe | M   | Christopher Dilo (på lån till Cholet)   |
| —  | Frankrike  | MF  | Keelan Lebon (på lån till Créteil)      |
| —  | Haiti      | MF  | Bryan Alceus (på lån till Bastia-Borgo) |

| Nr | Land      | Pos | Namn                                  |
| -- | --------- | --- | ------------------------------------- |
| —  | Frankrike | MF  | Jérémy Mangonzo (på lån till Fleury)  |
| —  | Frankrike | A   | Richard Sila (på lån till Andrézieux) |